# دستور نيوزيلندا
دستور نيوزيلندا (بالإنجليزية: Constitution of New Zealand) مجموع القوانين والمبادئ التي تحدد الحكم السياسي النيوزيلندي. على عكس العديد من الدول الأخرى، لا تمتلك نيوزيلندا وثيقة دستورية واحدة. فدستورها غير مدون، يُسمى في بعض الأحيان «الدستور غير المكتوب»، مع أن دستور نيوزيلندا في حقيقة الأمر عبارة عن خليط من المصادر المدونة وغير المدونة. يؤدي قانون الدستور لعام 1986 دورًا محوريًا، إلى جانب مجموعة من التشريعات الأخرى، والمراسيم الملكية، وبراءات التمليك، وقرارات المحاكم، ومبادئ معاهدة وايتانغي، فضلًا عن التقاليد والاتفاقيات غير المدونة. لا يوجد فرق من الناحية الفنية بين التشريعات الاعتيادية والقانون الذي يُعد «قانونًا دستوريًا». يستطيع برلمان نيوزيلندا في معظم الحالات إجراء «إصلاح دستوري» بمجرد إقراره قوانين البرلمان، ولذا فهو يتمتع بالسلطة اللازمة لتغيير أو إلغاء عناصر من الدستور. وعلى الرغم من ذلك، هناك بعض الاستثناءات-فالقانون الانتخابي لعام 1993 ينص على أحكام معينة لا يمكن تعديلها إلا بعد إجراء استفتاء.
تُعد نيوزيلندا ملكيةً دستوريةً ذات ديمقراطيةٍ برلمانية. إذ يقوم هذا النظام على «نظام وستمنستر»، وإن كان هذا المصطلح يصبح غير ملائمٍ بمرور الزمن بالنظر للتطورات الدستورية الخاصة بنيوزيلندا. يُعد عاهل نيوزيلندا رأس الدولة، متمثلًا في مملكة نيوزيلندا بالحاكم العام، وهو مصدر السلطة التشريعية، والقضائية، والتنفيذية، على الرغم من أن السلطة الفعالة في أيدي الوزراء الذين ينتمون إلى مجلس النواب النيوزيلندي المنتخب ديمقراطيًا.

## عناصر الدستور
يتسم الدستور النيوزيلندي بعدم التدوين ويمكن العثور عليه في الوثائق القانونية الرسمية، وقرارات المحاكم، والممارسات (تُوصف بعضها بالاتفاقيات). وينص على أن نيوزيلندا ملكيةً دستوريةً، من حيث أن نظام حكومتها برلماني، وأنها ديمقراطيةً تمثيلية. ويعكس بوتيرة متزايدة حقيقة أن معاهدة وايتانغي تمثل وثيقةً تأسيسية للحكومة النيوزيلندية. ويجب أيضًا النظر إلى الدستور في سياقه الدولي لأن المؤسسات الحكومية النيوزيلندية عليها أن تولي اعتبارًا متزايدًا للالتزامات والمعايير الدولية.
يصف قانون الدستور لعام 1986 سلطات الحكومة النيوزيلندية الثلاث: السلطة التنفيذية (المجلس التنفيذي، على اعتبار أن مجلس الوزراء لا يتمتع بموقف قانوني رسمي)، والسلطة التشريعية (مجلس النواب والسيادة في البرلمان)، والسلطة القضائية (نظام المحاكم).

### صاحب السيادة
حسب قانون الدستور لعام 1986، فإن نيوزيلندا ملكية دستورية، حيث يكون دور صاحب السيادة الحاكم قانونيًا وتطبيقيًا في نفس الوقت. وتشكل الديمقراطية مبدئاً أساسيًا، إذ تُمارس السلطة السياسية عن طريق برلمان مُنتخب انتخابًا ديمقراطيًا- وغالبًا ما يُقال في هذا إن «الملكة تتمتع بالسيادة ولكن الحكومة تتولى الحكم ما دامت تحظى بدعم مجلس النواب». يصف الجزء الأول من قانون الدستور «صاحب السيادة»، العاهل الحاكم، بأنه رأس دولة نيوزيلندا.
تعتبر المادة الثانية (1) من قانون الدستور «صاحب السيادة بحق نيوزيلندا» رأسًا للدولة، وتصف المادة الخامسة (1) خليفة صاحب السيادة بأنه «يُحدد وفقًا لتشريع صادر عن برلمان إنجلترا بموجب قانون التسوية». مما يعني أن رأس دولة المملكة المتحدة بموجب قانون التسوية لعام 1701 هو أيضًا رأس دولة نيوزيلندا. وعلى الرغم من ذلك، فبموجب قانون تطبيق القوانين الإمبراطورية لعام 1988، يُعتبر قانون التسوية قانونًا خاصًا بنيوزيلندا، ولا يحق تعديله إلا من قبل البرلمان النيوزيلندي. تم فصل «التاج البريطاني بحق نيوزيلندا» فصلًا قانونيًا عن الملكية البريطانية بعد اعتماد نيوزيلندا عام 1947 تشريع وستمنستر لعام 1931.
يُعد «التاج البريطاني» تجسيدًا للدولة، حيث يشكل العاهل محورًا في بناءٍ تتقاسم فيه العديد من المؤسسات الحكومية التي تعمل تحت سلطة صاحب السيادة سلطة الكل. يُعد العاهل مكونًا من مكونات البرلمان، والموافقة الملكية مطلوبة من أجل السماح لمشاريع القوانين بأن تصبح قوانين. لا يؤدي العاهل من الناحية العملية دورًا مباشرًا يذكر من حيث الوظائف الحكومية اليومية؛ فهو يفوض قرارات ممارسة السلطات السيادية، إما عن طريق تشريع أو اتفاقية ما، إلى وزراء التاج البريطاني، أو المؤسسات العامة الأخرى، باستثناء العاهل شخصيًا. علاوةٌ على ذلك، وبالنظر إلى أن الملك لا يقيم عادةً في الدولة، فإن ممثل صاحب السيادة في وعلى مملكة نيوزيلندا هو الحاكم العام. يعين صاحب السيادة الحاكم العام بناءً على نصيحة رئيس الوزراء، الذي يتشاور عادةً مع زعيم المعارضة النيوزيلندية بشأن الترشيح. يُعد هذا المنصب شعائريًا إلى حدٍ كبير، مع أن الحاكم العام يتمتع بعدد من «الصلاحيات الاحتياطية»، كالقدرة على إقالة رئيس الوزراء في حالات استثنائية. تنص المادة الثالثة (1) من قانون الدستور على أن «كل سلطة ممنوحة للحاكم العام من قِبل أو بموجب أي قانون هي سلطة ملكية يحق للحاكم العام ممارستها نيابةً عن صاحب السيادة، وبناءً على ذلك يجوز ممارستها إما من قبل صاحب السيادة شخصيًا أو الحاكم العام».

### المؤسسات الحكومية
تعمل السلطات القضائية، والتنفيذية، والتشريعية في نيوزيلندا بموجب قانون الدستور لعام 1986 ومختلف الاتفاقيات غير المدونة، المُستمدة من نظام وستمنستر.
على الرغم من عدم امتلاك نيوزيلندا وثيقةً دستوريةً شاملةً واحدة، لكننا بكل تأكيد نمتلك دستورًا. فهناك توازنٌ دقيق بين سلطاتنا القضائية، والتشريعية، والتنفيذية. إذ يُعد فصل السلطات الكلاسيكي هذا سمةً جوهريةً من سمات الدستور، لتوفير الضوابط والتوازنات الازمة.
-ديفيد باغنال، موظف كتابي رئيسي في مكتب الموظفين الكتابيين في مجلس النواب.
تمتلك نيوزيلندا سلطةً تشريعيةً تُسمى برلمان نيوزيلندا، تتألف من الملكة-في-البرلمان ومجلس النواب. وبناءً على مبدأ السيادة البرلمانية، يحق للبرلمان إقرار أي تشريعٍ يرغب فيه. منذ عام 1996، بدأت نيوزيلندا باستخدام نظام التمثيل النسبي المختلط (إم إم بّي)، الذي هو في الأساس عبارة عن تمثيل نسبي  بمقاعد عضو واحد (الأمر الذي يمكن أن يؤثر على نسبية مجلس النواب، ولكن بدرجةٍ محددةٍ فقط). هناك حاليًا سبعة مقاعدٍ محجوزة لأعضاء يُنتخبون في قائمةٍ منفصلةٍ خاصةٍ بالماوري (سكان نيوزيلندا الأصليين). وعلى الرغم من ذلك، يحق للماوري التصويت أو الترشيح للمقاعد غير المحجوزة، فقد دخل عددًا منهم البرلمان بهذه الطريقة.
يمارس مجلس الوزراء، المسؤول أمام البرلمان، السلطة التنفيذية. يشكل مجلس الوزراء تعبيرًا عمليًا لهيئةٍ رسميةٍ تعرف باسم المجلس التنفيذي. يترأس رئيس الوراء مجلس الوزراء، بصفته الزعيم البرلماني عن حزبٍ أو تحالف أحزابٍ سياسيةٍ  يحتفظ أو يحظى بدعم المقاعد في مجلس النواب. تنص المادة السادسة (1) من قانون الدستور لعام 1986 على أنه، «لا يجوز تعيين شخصٍ ما وشغل منصب عضو المجلس التنفيذي أو وزيرًا في التاج البريطاني إلا إذا كان ذلك الشخص عضوًا في البرلمان». يتولى رئيس الوزراء وكافة الوزراء الأخرين مناصبهم بمجرد تلقيهم أمرًأ من الحاكم العام؛ وهذا قائمٌ على مبدأٍ فحواه أن كل سلطةٍ تنفيذية تنبع في النهاية من صاحب السيادة. يجب أن تكون الحكومة قادرة على كسب دعم غالبية أعضاء البرلمان والحفاظ عليه من أجل تقديم المشورة للحاكم العام وصاحب السيادة؛ وهذا هو مبدأ الحكومة المسؤولة.
تتكون السلطة القضائية في نيوزيلندا من هرمٍ يتألف من المحكمة العليا النيوزيلندية (محكمة الملاذ الأخير في نيوزيلندا)، ومحكمة الاستئناف النيوزيلندية، والمحكمة العليا النيوزيلندية، ومحاكم المقاطعات. تُعد كل هذه المحاكم محاكم ذات اختصاصٍ قضائيٍ عام. وهناك عدة محاكم أخرى ذات اختصاصٍ قضائيٍ محدد، بما فيها محكمة التوظيف، ومحكمة البيئة، ومحكمة أراضي الماوري، وكذلك محكمة الأسرة ومحكمة الشباب، التي تعمل على اعتبارها شُعب متخصصة تابعة لمحاكم المقاطعات. وهناك أيضًا عدد من المحاكم المتخصصة التي تعمل بصفة قضائية أو شبه قضائية، مثل محكمة النزاعات، ومحكمة الإيجار، ومحكمة وايتانغي.